# Frączków
Frączków (niem. Franzdorf) – przysiółek wsi Goszowice w Polsce, położony w województwie opolskim, w powiecie nyskim, w gminie Pakosławice.
W latach 1975–1998 przysiółek administracyjnie należał do ówczesnego województwa opolskiego.
Nazwa przysiółka pochodzi od imienia Franciszek. 
Pierwsze wzmianki o miejscowości pochodzą z 1365 roku. W miejscowości znajduje się obiekt pałacowy zbudowany w latach 1730–1750, zrujnowany przez wojska Armii Czerwonej, odbudowany z inicjatywy Emila Podbielskiego po 1971 roku. Obecnie w pałacu znajduje się hotel. Na terenie Frączkowa znajduje się również wybudowany w 2011 r. staw hodowlany wraz z infrastrukturą towarzyszącą.

## Nazwa
W księdze łacińskiej Liber fundationis episcopatus Vratislaviensis (pol. Księga uposażeń biskupstwa wrocławskiego) spisanej za czasów biskupa Henryka z Wierzbna w latach 1295–1305 miejscowość wymieniona jest w zgermanizowanej formie Franczdorf w szeregu wsi lokowanych na prawie polskim iure polonico.

## Zabytki
Do wojewódzkiego rejestru zabytków wpisany jest:
- zespół pałacowy, z poł. XIX w.:
  - Pałac we Frączkowie,
  - oficyna,
  - park.